# Roman Klitschuk
Roman Wassyljowytsch Klitschuk (ukrainisch Роман Васильович Клічук; * 31. Oktober 1972 in Czernowitz) ist ein ukrainischer Geschäftsmann, Politiker und seit dem 30. November 2020 Bürgermeister von Czernowitz.

## Leben
Er stammt aus einer Arztfamilie. Er absolvierte die Bukovynian Medical University und studierte an der Universität Kiew-Mohyla.
Er arbeitete bis 1997 als Arzt und gründete mit seinen Geschäftspartnern im Jahr 1998 das Unternehmen Roma, das auf den Großhandel mit alkoholischen Getränken (darunter Bier) und Lebensmitteln spezialisiert ist. 
Klitschuk besitzt Restaurants, Kneipen und Pizzerien.
Seit 2020 ist er Mitglied des Aufsichtsrats der Nationalen Universität Czernowitz sowie Bürgermeister von Czernowitz.
| Personendaten    | Personendaten                                             |
| ---------------- | --------------------------------------------------------- |
| NAME             | Klitschuk, Roman                                          |
| ALTERNATIVNAMEN  | Клічук, Роман Васильович; Klitschuk, Roman Wassyljowytsch |
| KURZBESCHREIBUNG | ukrainischer Geschäftsmann und Politiker                  |
| GEBURTSDATUM     | 31. Oktober 1972                                          |
| GEBURTSORT       | Czernowitz                                                |